# 同治帝
同治帝（どうちてい）は、清の第10代皇帝（在位：1861年 - 1875年）。諱は載淳（さいじゅん）。廟号は穆宗（ぼくそう）。在世時の元号の同治を取って同治帝と呼ばれる。

## 生涯
咸豊帝の長子で母は西太后。晩年の咸豊帝は西太后の権力志向を嫌っていたため一時遠ざけたが、咸豊11年（1861年）に咸豊帝が崩御すると西太后らが辛酉政変で怡親王載垣・鄭親王端華・粛順ら咸豊帝の側近を排除、同治帝は西太后らによって擁立された。即位当初から継母の東太后、母や叔父の恭親王奕訢による摂政で政治が進められ、在位中を通して実権は母に握られていた（垂簾聴政）。
同治3年（1864年）に14年にわたった太平天国の乱がようやく終結した。しかし乱を終結させたのは漢人の曽国藩・李鴻章らの個人の軍である湘軍・淮軍である。それまでの政治の最高機関である軍機処の影は薄くなり、軍隊を背後に持つ者が強い発言権を有するようになった。つまりそれは、清国の軍閥化が進行してきた証左であると言える。
北西の陝西省・甘粛省ではムスリムが同治元年（1862年）に反乱を起こし（回民蜂起）、同治4年（1865年）にはヤクブ・ベクによって新疆の大半が清から離脱し、清朝領中央アジアの大半を支配するムスリム国家を樹立した（ヤクブ・ベクの乱）。これに対し、陝甘総督の左宗棠が漢人軍隊を率いて同治5年（1866年）から回民討伐を開始、捻軍鎮圧と平行して軍事行動を進め、同治12年（1873年）に回民討伐を完了させ陝西・甘粛を奪還した。更に新疆へ出兵してヤクブ・ベク討伐も行った（ただし遠征開始は同治帝死後の光緒2年（1876年）までかかった）。
また、西太后に信任された李鴻章により、政治と軍隊の洋化が進められ、対外政策にも柔軟な対応を見せた（洋務運動）。この時期に僅かながら清の国勢は復活し、同治中興と呼ばれる事もある。
同治10年（1871年）、台湾へ漂着した琉球島民54人が殺害される宮古島島民遭難事件が発生し、日本政府は清へ抗議するものの台湾原住民は統治外の民であるとの返答を受け、同治13年（1874年）、西郷従道率いる日本軍が台湾を占拠した（台湾出兵）。日本の大久保利通との交渉で清は日本に賠償金支払いと日本の出兵目的を間接的に認める措置を取り、台湾を清領にとどめることには成功したものの、清への朝貢国でもあった琉球王国を日本に帰属するものと認めることになった。
同治13年12月5日（1875年1月12日）、同治帝は19歳で崩御した。死因は天然痘ともお忍びで遊郭に出向いた際に罹患した梅毒とも言われる。清東陵に陵墓がある。
子供が無かったため、次の皇帝は従兄弟の光緒帝が擁立された。

## 后妃
- 孝哲毅皇后(hiyoošungga sultungga filingga hūwangheo)（アルト氏[2]、阿魯特氏）
- 淑慎皇貴妃（フチャ氏、富察氏、慧妃、ulhisungge fei）
- 恭粛皇貴妃（アルト氏、阿魯特氏、珣妃、荘和皇貴妃）
- 献哲皇貴妃（ヘシェリ氏、赫舎里氏、瑜妃、敬懿皇貴妃）
- 敦恵皇貴妃（シリンギョロ氏、西林覚羅氏、瑨妃、栄恵皇貴妃）

諡号（氏、徽号）の順。荘和、敬懿、栄恵の三皇貴妃は民国時代の称号。

## 登場作品
映画
- 『西太后』（中国・香港、1984年）演：張樹義
  - 『続・西太后』（中国・香港、1989年）演：チェン・ダオミン
- 『真説 西太后』（中国、1987年）演：王志文